# TOS

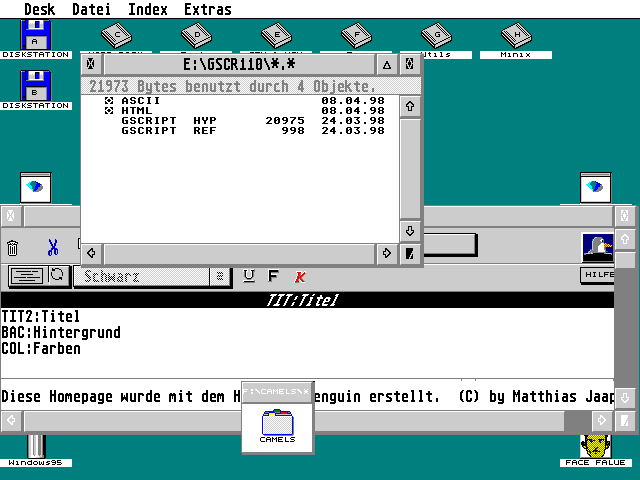
Atari TOS 4.92 med tyska språkinställningar.

TOS är även IATA-kod för Tromsø flygplats.
TOS - förkortning av The Operating System. Det har skämtsamt sagts att det egentligen skulle stå för Tramiel Operating System. Jack Tramiel var VD för Atari vid den tidpunkt då detta operativsystem användes till företagets datorer. Atari använde Operativsystemet TOS till företagets 16- och 32-bitars datorer.
TOS utvecklades med tiden till operativsystemet MultiTOS som kunde köra flera program samtidigt.

## Versioner

### TOS 1
- 1.0 (Tim)
- 1.02
- 1.04
- 1.06
- 1.62

### TOS 2
- 2.02
- 2.05 Endast för Mega STE
- 2.06
- 2.07
- 2.08

### TOS 3
- 3.01, 3.05, 3.06

### TOS 4
- 4.00, 4.01, 4.02, 4.04
- 4.92 detta är sista versionen av operativsystemet TOS, det släpptes aldrig officiellt.